# Sigmund Freud
Sigmund Freud (Příbor (tada Freiberg), Češka, 6. svibnja 1856. - London, 23. rujna 1939.), austrijski neurolog židovskog podrijetla i utemeljitelj psihoanalize.

## Životopis

### Djetinjstvo
Sigmund Freud rođen je 6. svibnja 1856. godine u mjestu Příbor u Moravskoj kao Sigismund Schlomo Freud. Freudov otac Jakob bio je duhovit i oštrouman trgovac vunom. Freudova majka Amalie bila je žena vedra duha, ujedno druga supruga svoga muža koja je uz to bila 20 godina mlađa od njega. U 21. godini rodila je svog prvog sina, njezinog dragog Sigmunda. Sigmund je imao dva polubrata i šestoro mlađe braće i sestara. Kada je Freudu bilo četiri godine s roditeljima se seli u Beč jer očev posao trgovine vunom više nije bio isplativ. Još dok je bio dijete roditelji su uočili kako je mali Sigmund izrazito bistro dijete te je stoga uživao i poseban status unutar obitelji. Iako su živjeli u malenom stanu sa sedmero djece Sigmund je imao vlastitu sobu i uljnu svjetiljku dok su ostala djeca u obitelji za rasvjetu pri učenju koristila svijeće. Kao dijete maštao je o tome da postane general ili ministar, ali kako je bio Židov nije mu bilo dopušteno baviti se bilo kakvim zanimanjem osim medicinskog i pravnog. To ga nije sprječavalo da nauči govoriti francuski, engleski, talijanski i španjolski jezik, te da se posveti proučavanju djela poznatih pisaca i filozofa posebice djela Nietzschea, Hegela, Shakespearea, Schopenhauera i Kanta.

### Studij
Kao što je prethodno rečeno, kao Židov u Beču mogao je birati samo između medicine i prava i 1873. godine odlučio je studirati medicinu, iako je u prvi mah htio postati odvjetnikom, i shodno tome upisuje studij medicine na Bečkom sveučilištu. Tu će upoznati sestrinu prijateljicu Marthu Bernays s kojom će se kasnije oženiti. Godine 1877. promijenio je svoje ime Sigismund Schlomo Freud u Sigmund Freud. O njegovoj mladosti malo se zna jer je u dva navrata uništavao spise na osnovu kojih bi se moglo doznati više. Prvi put je to učinio 1885. godine, a 1907. po drugi puta. Spisi koji su nastali kasnije bili su pohranjeni i brižno čuvani u Freudovu arhivu koji je bio dostupan samo njegovu osobnom životopiscu Ernestu Jonesu te nekolicini psihoanalitičara koji su mu bili bliski.
Nakon završetka školovanja 1881. s 25 godina prihvaća radno mjesto u Institutu za cerebralnu anatomiju gdje radi istraživanja uspoređujući mozgove odraslih ljudi i fetusa. Nekoliko godina kasnije radi studiju o kokainu te 1884. godine otkriva njegova analgetska svojstva i iskušava ga na sebi. Naredna 1885. godina biva značajna za Freudovu karijeru. Tada je pozvan da proboravi četiri mjeseca u Parizu i radi s jednim od najpoznatijih neurologa toga vremena Jeanom Charcotom koji je istraživao uzroke i terapiju histerije putem hipnoze. Godine 1886. vraća se iz Pariza u Beč i otvara privatnu praksu. Otvorivši privatnu praksu Freud se posvećuje oboljelima od histerije koje - što je u to doba bilo uobičajeno - liječi elektroterapijom i hipnozom. Kasnije će odustati od hipnoze te primijeniti metodu slobodnih asocijacija i analize snova. Njegove teorije i tretman pacijenata bile su, a i danas ima dosta spora o tome, kontroverzne. Stoga su su njegove ideje često obrađivane u raznim djelima, kako stručnim tako i laičkim. Freudovi sljedbenici drže svog uzora velikim znanstvenikom na polju medicine koji je otkrio važne istine o ljudskoj psihologiji, dok ga drugi vide (posebice na polju psihijatrije) kao filozofskog vizionara koji je preoblikovao sliku ljudske prirode i pomogao nam suprotstaviti se tabuima, ali čije su teorije, koje je ponudio znanosti, posrnule u praksi.

### Obiteljski čovjek
U listopadu 1886. Freud stupa u brak s Marthom Bernays s kojom će imati šestero djece. Između ostalog i kćerku Annu Freud koja će kasnije postati ugledna psihoanalitičarka na polju dječje psihologije. Iako različitih karaktera ljubav Sigmunda i Marhte bila je čvrsta. Tako Sigmund 1885. godine u ljubavnom zanosu piše svojoj zaručnici: 
Princezo, moja mala princezo, kako će to biti lijepo. Dolazim s novcem, ostajem dulje i donosim ti nešto lijepo. A onda ću u Pariz, da postanem velik, potom ću se oženiti tobom i liječiti neizlječive neurotične slučajeve, a uz tebe ću sam ostati zdrav i ljubiti te.
Na što mu ona odgovara: "Sigi, moj Sigi, jučer sam prvi put izgovorila tvoje ime. Dragi moj, sretna sam, da sretnija nikada u životu nisam bila." 
Čini se kako je vladala gotovo pa idila, ali Sigi je bio gotovo dosadan muškarac zbog svoje pretjerane organiziranosti. Svaki je dan "štucao" bradu i brkove kod istog brijača, svake subote kartao s istim društvom i, nakon 11 godina braka, u koji je ušao poslije petogodišnjih zaruka, više nije bilo intimnosti. Martha se posvetila odgoju šestero djece, a Freud je danonoćno radio na svojim "slučajevima". Tako dosadno? Čini se da ipak nije. Martha je, tvrde neki proučavatelji, bila strastvena žena, tvrdila je da ljubav mora biti ekstremna ili je uopće nema. Kao da je imala dva života, onaj kućanice i majke i onaj žene koja je slutila i "mračne" ženske želje. Freud je pak bio ljubomoran, isključiv, uvjeren da su žene ograničene svojim spolom i bez imalo želje da u tom dijelu nadiđe svoje vrijeme. Moja je majka vjerovala u moga oca, a ne u psihoanalizu, rekla je jedna Freudova kćerka jer je Martha očito bila tu kad je trebalo pa je čak, navodno, i izvukla Freuda iz moguće kokainske ovisnosti dok je tom drogom eksperimentirao ne znajući (ipak je to bilo 19. stoljeće) da može izazvati ovisnost.

### Znanstveni rad
Istraživanju problema histerije posvetili su se nešto kasnije zajedno Freud i Josef Breuer. Iz rezultata tog istraživanja proizašla je njihova zajednička knjiga Studije na području histerije u kojoj postavljaju hipotezu da simptomi histerije proizlaze iz potisnutih sjećanja i traumatskih događaja. No, nedugo nakon objavljivanja knjige (1895.) iz javnosti neznanih razloga prekidaju suradnju. Poučen iskustvima zajedničikih istraživanja Freud zastupa stajalište da je uzrok histerije seksualne prirode i tada razvija dio onog što će kasnije postati poznato kao psihoanalitička teorija. Nakon raskida s Breurom Freud se i dalje posvećuje istom problemu. Tako u listopadu 1897. otkriva Edipov kompleks, a 1899. pojavljuju se i njegovi prvi značajni tekstovi. Godine 1900. objavljuje knjigu Tumačenje snova, svoje najznačajnije djelo, koja se temelji na analizi njegovih vlastitih snova. Nakon nje slijede: Psihopatologija svakodnevnog života (1901.), Tri rasprave o teoriji seksualnosti (1905.), Šale i njihova povezanost s nesvjesnim (1905.). U knjizi Tri eseja o seksualnosti Freud iznosi ideju da se djeca rađaju sa seksualnim potrebama, a njihovi roditelji su početni seksualni objekti, nakon čega je u javnosti proglašen luđakom. U djelu Fragment jedne analize histerije analizira traumatsku funkciju seksualnosti u histeriji, kao i ulogu homoseksualnosti.
Godine 1902. osniva Psihološko društvo srijedom u kojem okuplja svoje prve učenike (Ferdern, Ranka, Adler). Od 1912. bavi se pitanjem oca, pojmovima nagona života (eros) i nagona smrti (thanatos), principa stvarnosti i principa zadovoljstva. Godine 1913. objavljuje tekst Totem i tabu u kojem raspravlja o kulturno povijesnom fenomenu zabrane incest,  1915. objavljuje tri metapsihološka ogleda Nago i nagonske sudbine, Potiskivanje i Nesvjesno, a 1916. Žalost i melankolija.  Zbog epidemije gripe (1920.) umire Freudova kćerka Sophie, a iste godine on predlaže novi model društvenog sklopa u kome se pojavljuju ego, id i superego. Njegov istraživački doprinos uključuje i otkrivanje novih osobina živčanih stanica kod zlatne ribice i postojanje testisa kod mužjaka jegulje. Ipak, najvažnijim otkrićem smatra se činjenica da kokain može biti upotrebljen za liječenje mnogih bolesti. Sam Freud je uzeo drogu bez pojave nekih štetnih učinaka, no njegovo oduševljenje ovim otkrićem ubrzo se smanjilo zbog spoznaje da kokain stvara ovisnost. Godine 1922. ustanovljen mu je rak nepca. Do smrti se podvrgavao nizu operacija, nakon kojih nije bio izliječen. Unatoč protestu antisemitskih krugova 1930. godine prima nagradu Goethepreis (nagrada grada Frankfurta) za rad Nelagoda u kulturi.
Nakon što su nacisti anektirali Austriju 1938. godine, a prije toga u Berlinu javno spalili Freudove knjige, Sigmund Freud napušta Austriju i seli se u Englesku gdje do same smrti, uzrokovane rakom nepca, liječi svoje pacijente. 
23. rujna 1939. godine u 3 sata ujutro Freudov kućni liječnik je ustanovio njegovu smrt, a nakon smrtonosne doze morfija, koju je Freud sam zatražio. 
Sigmund Freud djed je slikara Luciena Freuda te komediografa i pisca Clementa Freuda te pradjed novinarke Emme Freud i modne dizajnerice Belle Freud te Matthewa Freuda.

## Freudova psihologija - psihoanaliza
Glavni predstavnik psihoanalize je Sigmund Freud. On je iznio teoriju po kojoj je čovjek nesvjesno biće, bez mogućnosti slobodnog odlučivanja, ne može donositi racionalne odluke, pa čak ni vladati samim sobom. To je u potpunosti odudaralo od dotadašnjeg tradicionalnog shvaćanja i tumačenja čovjeka.

### Topografija ličnosti
Freud dijeli ličnost, tj. ljudski um na 3 razine: nesvjesno, predsvjesno i svjesno. 
Nesvjesno je za njega najvažnije. Područje nesvjesnog je najveće i do njega možemo doći samo uz pomoć drugih. To je mnoštvo sadržaja koji nas mogu jako uznemiravati. Ono sadrži sve ono negativno u životu i predstavlja opasnost, jer ne miruje nego se želi probiti u svjesno i tako u nama stvara napetost.  Te misli, sjećanja ili porivi toliko su uznemiravajući (pod neke od uznemirujućih nesvjesnih tema spadaju incest, mržnja prema braći i sestrama, roditeljima, supružnicima ili sjećanja na traume iz djetinjstva) da bi svijest o njima dovela do osjećaja anksioznosti.
U nesvjesnom se nalaze:
- sadržaji koji su represijom potisnuti mehanizmom potiskivanja i ima ih najviše
- nesvjesno znanje i informacije koje imamo, ali nikad nisu prešle kroz našu svijest i nisu naučene
- iskustva koja imamo, ali ih ne možemo verbalizirati.

Zadatak psihoanalize je ući u nesvjesno, vidjeti što se događa, izbaciti to u svjesno i riješiti. Freud iznosi 8 situacija koje su pogodne za analizu nesvjesnog:
- Hipnoza – opušteno stanje u kojem osoba ne pruža nikakav otpor već govori sve što je psihijatar pita.
- Slobodna asocijacija – klasična psihoanalitička tehnika u kojoj osoba svjesno govori što joj prvo padne na pamet.
- Snovi – kraljevski put u nesvjesno. Prelazak iz nesvjesnog u svjesno je jako težak i to nam ne dopušta naša svijest, cenzura. Tada bi naš JA bio ugrožen. Kad mi spavamo, spava i naša cenzura i tada dolazi do prelaska. Međutim, snovi izlaze u simbolima zbog tzv. straha da se cenzura ne probudi. Tako Freud razlikuje dva sadržaja sna: latentni (onaj koji sadrži simbole koje onda treba protumačiti) i manifestni (onaj koji daje pravo značenje)
- Šale, pogreške i propusti
- Podatci o tome što pojedinac kod drugih ljudi ne voli jer pojedinac prigovara drugome za osobine koje i on sam ima.
- Podatci o životu. Ljudi se zbog neuspjeha često odaju nekim pretjeranim konzumacijama npr. alkohola, a to je zapravo nesvjestan način samokažnjavanja za neuspjeh.
- Otpor nekim temama u razgovoru
- Umjetnička djela predstavljaju neurotičke simptome koji su sami po sebi izraz nesvjesnog

U ličnosti, osim nesvjesnog postoje i druge razine svijesti. To su:
- Predsvjesno – svi sadržaji koje koncentracijom i voljom mogu preći u svjesno
- Svjesno – sve ono čega smo sad svjesni

Većina simbola u Freudovim zapisima ima seksualne konotacije. Pretpostavka za takve interpretacije počiva na tome što je Freud pod utjecajem viktorijanske ere, kada je većina ljudi bila seksualno inhibirana,  vjerovao da se potisnuti seksualni osjećaji i žudnje izražavaju kroz snove u simboličkom obliku.

### Struktura ličnosti
Freud govori o tri strukture koje čine ličnost:
- Id – Id je urođena komponenta ličnosti, nalazi se u nesvjesnom. On sadrži sve ono psihološko kod pojedinca, sve ono naslijeđeno, a to su kao prvo instinkti ili nagoni, automatske reakcije. Sva psihička energija dolazi iz ida. Ego i superego ne bi mogli funkcionirati bez ida. Id je središte svega animalnog, neograničenog, životinjskog. On ne priznaje nikakve zakone, ograničenja, pravila, ne želi biti sputan, ne poznaje nikakve zabrane. Id radi i djeluje po principu ugode kako bi smanjio psihičku napetost. On je iracionalan, narcističan i impulzivan. U njemu je najprisutniji libido (nagon).
- Ego – Prisutan je kod odraslog čovjeka. Ego je struktura koja funkcionira po principu realnosti. Freud kaže da je ego tu da bi kontrolirao id, da bi ga ograničio, usmjerio… On je onaj koji usmjerava ličnost prema napretku, razlikuje realnost i fikciju. Ima sposobnost trpljenja: trpi napetost, odgađa je. On zna planirati da bi došao do zadovoljenja na realan način. Sposoban je na promjenu. Raspolaže kognitivnim kapacitetima, ali ne funkcionira bez ida.
- Superego – to je dio ličnosti koji se najkasnije razvija. Nije urođen, nego se razvija socijalizacijom. On je moralni čuvar ličnosti. Na temelju usađenih normi on sudi što je dobro a što loše u postupanju ličnosti, je li to u skladu s normama ili ne. Funkcionira po principu idealnosti i straha. Ego pomaže da superego ne ode previše u idealnost. Freud u superegu razlikuje 2 strukture:
- Ego-ideal – razvija se pod utjecajem nagrada i pohvala. Ego-ideal u pojedincu izaziva osjećaj ponosa i vlastite vrijednosti
- Savjest – razvija se pod utjecajem kazni, zabrana ili iz straha. Savjest izaziva osjećaj krivnje i grijeha.

Od tri strukture koje čine ličnost za Freuda je najslabiji ego. Id se uglavnom nalazi u nesvjesnoj razini ličnosti. Ego je raspoređen u sve tri, ali ga najviše ima u predsvjesnoj, dok superega najviše ima u svjesnoj.